# Coll de Bardissars

El Coll de Bardissars, respecte de Granera

El Coll de Bardissars, que cal no confondre amb el veí Coll dels Bardissars, és una collada situada a 938 m d'altitud, a cavall dels termes municipals de Granera, al Moianès, i Gallifa, de la comarca del Vallès Occidental.
Està situat al sud-est del poble de Granera, a llevant de l'extrem nord-oriental de la Carena de Coll d'Ases i del Pi de la Llagosta. És a la zona més muntanyosa i feréstega del terme, al nord-oest de la Serra de la Caseta.